# Teresa Randak
Teresa Krystyna Randak, z domu Bilka (ur. 24 października 1956 w Zdrowej) – polska prawnik i urzędniczka samorządowa, sędzia, w latach 2002–2005 wicewojewoda śląski.

## Życiorys
Pochodzi ze wsi Zdrowa, zamieszkała w Częstochowie. Absolwentka II Liceum Ogólnokształcącego w Radomsku. Ukończyła studia z administracji na Wydziale Prawa i Administracji Uniwersytetu Łódzkiego i uzupełniające studia z prawa na Uniwersytecie Śląskim. W 1997 zakończyła w Częstochowie pozaetatową aplikację sędziowską. Prowadziła wykłady z prawa administracyjnego m.in. w Wyższej Szkole Pedagogicznej w Częstochowie.
Początkowo do 1984 była zatrudniona w Urzędzie Wojewódzkim w Częstochowie. Później przez osiem lat pracowała w różnych organizacjach lokalnych, kolejno jako kierownik Wydziału Organizacji Zarządu Wojewódzkiego Związku Socjalistycznej Młodzieży Polskiej w Częstochowie, szefowa Wydziału Kadr i Szkolenia ZEM „EMA” w Blachowni, kierownik w Wojewódzkim Związku Rolników, Kółek i Organizacji Rolniczych i specjalistka w Robotniczej Spółdzielni Mieszkaniowej „Hutnik” w Częstochowie. Od 1990 zatrudniona jako wicedyrektor wydziału kadrowo-organizacyjnego częstochowskiego urzędu wojewódzkiego. W latach 1990–2002 kierowała wydziałem w starostwie powiatu kłobuckiego, a od kwietnia 2002 pełniła obowiązki dyrektor Wydziału Prawnego i Nadzoru w Śląskim Urzędzie Wojewódzkim.
24 października 2002 objęła funkcję pierwszego wicewojewody śląskiego, odpowiedzialnego za rozwój regionalny, politykę społeczną i nadzór (po śmierci Marka Sztolcmana). Zrezygnowała z funkcji 10 grudnia 2004 (formalnie pełniła ją do lutego 2005). Nie należała do żadnej partii politycznej. W późniejszym okresie wróciła do aktywności prawniczej, została sędzią Wojewódzkiego Sądu Administracyjnego w Gliwicach (była też delegowana do Naczelnego Sądu Administracyjnego).
W 1995 otrzymała Brązowy Krzyż Zasługi.